# V Geminorum
V Geminorum är en pulserande variabel av Mira Ceti-typ  i stjärnbilden Tvillingarna. 
Stjärnan varierar mellan magnitud +7,8 och 14,9 med en period av 274,8 dygn.